# Alessandro Sermoneta
Alessandro Sermoneta (Roma, 1º ottobre 1963) è uno sceneggiatore italiano.

## Biografia
Mentre studia alla facoltà di Fisica all'Università La Sapienza di Roma, incontra il regista Gianni Amelio, impegnato in quel periodo nella stesura della sceneggiatura de I ragazzi di via Panisperna. Il regista e lo sceneggiatore Vincenzo Cerami coinvolgono Sermoneta nella scrittura del film incentrato sui fisici atomici per via delle sue conoscenze in materia.
Dopo le esperienze con Amelio e Cerami, si afferma come sceneggiatore ed head writer in serie di successo come La Piovra, C'era una volta la città dei matti, Diavoli e Volevo fare la rockstar.
Dal 2022 è a capo dello sviluppo della nuova serie Rai su Sandokan, ispirato ai romanzi di Emilio Salgari. 

## Filmografia

### Cinema
- I ragazzi di via Panisperna, regia di Gianni Amelio (1988)
- Porte aperte, regia di Gianni Amelio (1990)
- Lamerica, regia di Gianni Amelio (1994)

### Televisione
- Il caso Dozier, regia di Carlo Lizzani – film TV (1993)

- Correre contro, regia di Antonio Tibaldi – film TV (1996)
- La piovra 7 - Indagine sulla morte del commissario Cattani, regia di Luigi Perelli – miniserie TV, 6 puntate (1995)
- La piovra 8 - Lo scandalo, regia di Giacomo Battiato – miniserie TV, 2 puntate (1997)
- La piovra 9 - Il patto, regia di Giacomo Battiato – miniserie TV, 2 puntate (1998)
- L'elefante bianco, regia di Gianfranco Albano – miniserie TV, 2 puntate (1998)
- La voce del sangue, regia di Alessandro Di Robilant – miniserie TV, 2 puntate (2001)
- Sarò il tuo giudice, regia di Gianluigi Calderone – miniserie TV, 2 puntate (2001)
- Amanti e segreti – serie TV, episodi 1x01-1x02 (2004)
- La fuga degli innocenti, regia di Leone Pompucci – miniserie TV, 2 puntate (2004)
- Codice rosso – serie TV, 12 episodi (2006)
- Gladiatori - Il torneo delle sette meraviglie – serie TV, episodio 1x01 (2009)
- C'era una volta la città dei matti..., regia di Marco Turco – miniserie TV, 2 puntate (2010)
- Tiberio Mitri - Il campione e la miss, regia di Angelo Longoni – miniserie TV, 2 puntate (2011)
- La figlia del capitano, regia di Giacomo Campiotti – miniserie TV, 2 puntate (2012)
- Faccia d'angelo, regia di Andrea Porporati – miniserie TV, 2 puntate (2012)
- Nero Wolfe – serie TV, episodi 1x06-1x08 (2012)
- Altri tempi, regia di Marco Turco – miniserie TV, 2 puntate (2013)
- Al posto suo, regia di Riccardo Donna – film TV (2020)
- Volevo fare la rockstar – serie TV, 20 episodi (2019-2022)
- Diavoli (Devils) – serie TV, 18 episodi (2020-2022)
- Don Matteo – serie TV, episodio 13x08 (2022)
- Blanca – serie TV, episodio 2x05 (2023)

## Riconoscimenti
- Globo d'oro
  - 1990 - Miglior sceneggiatura per Porte aperte
- Ciak d'oro
  - 1991 - Migliore sceneggiatura per Porte aperte